# Les Dix Commandements (comédie musicale)
Pour les articles homonymes, voir Les Dix Commandements.
Les Dix Commandements est une comédie musicale française écrite par Lionel Florence et Patrice Guirao, mise en scène par Élie Chouraqui et composée par Pascal Obispo, dont la première représentation a eu lieu au Palais des sports de Paris, en octobre 2000.

## Argument
Le pharaon égyptien Séthi voit d’un mauvais œil l’expansion du peuple hébreu, qu’il décide alors de réduire en esclavage. À la suite d'une prédiction, il décide de faire assassiner tous les premiers nés hébreux. L’ordre est lancé, le massacre a lieu.
Une jeune mère juive, du nom de Yokébed, essaie de dissimuler son fils premier né. Contrainte malgré elle, le cœur brisé, elle décide de se défaire de son enfant dans l’espoir de lui sauver la vie. Elle le dépose dans un berceau en osier, au bord du Nil, et laisse ainsi la charge de le garder et le maintenir en vie à la volonté divine.
Bithia, la sœur de Pharaon, a le malheur de ne pouvoir avoir d’enfant ; elle ne trouve pour aide que la faveur des dieux. Son vœu s’exauce – le long du Nil où elle se baigne, elle aperçoit un panier et y découvre l’enfant abandonné par Yokébed. Cédant à la tentation, elle décide de le sauver et de le prendre pour fils. Elle le prénomme Moïse, qui signifie en égyptien « sauvé des eaux ». Elle supplie son frère de lui accorder cette adoption. Séthi, qui ignore qu’il s’agit d’un Hébreu, donne aussitôt son consentement. Et c’est ainsi que Ramsès, fils de Pharaon, et Moïse grandissent ensemble.
Néfertari est de sang royal comme Ramsès. Elle, Moïse et Ramsès se connaissent depuis leur enfance. Néfertari est éprise de Moïse et souhaite l’épouser, mais en même temps, elle est consciente que c’est Ramsès qui sera le futur pharaon et qu’elle devra elle-même se plier à son rang en l’épousant. C’est ainsi que le cœur de Nefertari est torturé entre l’amour qu’elle porte à Moïse et son devoir de se soumettre à un mariage de raison.
Moïse grandit. Adulte, il se rend chez ses frères hébreux, et est témoin de leurs pénibles travaux. Il voit un jour un Égyptien frappant un Hébreu. Voyant qu’il n’y a personne pour l’arrêter, il tue l’Égyptien, et le cache dans le sable. Mais l’information ne s’est pas cachée avec cet Égyptien : elle se répand comme une tache d’huile, allant jusqu’aux oreilles de Pharaon, qui décide de faire mourir Moïse. Celui-ci s’enfuit et se retire dans le pays de Madian.
La condamnation de Moïse a fait grand bruit. Quatre femmes pleurent son exil : Yokébed, qui perd tout espoir de revoir son fils ; sa sœur Myriam ; Bithia qui l’a élevée ; et Néfertari, qui est profondément éprise de lui. Pharaon souffre de l’absence de Moïse et ressent de terribles remords – très malade, il finit par rendre son dernier souffle sans plus jamais revoir Moïse. Son fils Ramsès lui succède aussitôt.
Après avoir erré dans le désert, Moïse atteint de justesse une oasis. Pas très loin, il y a un puits, vers lequel il se dirige sans tarder. Soudain, des jeunes filles sont importunées par des nomades de passage. Malgré l’épuisement, Moïse trouve la force de les défendre et va jusqu’à puiser de l’eau pour elles. Pour le remercier de sa générosité, les femmes invitent Moïse sous la tente de leur père qui l’accueille à bras ouverts.
Jethro, le patriarche, accueille Moïse dans son clan et lui propose d’épouser l’une de ses filles, Séphora. Moïse, ému, accepte de l’épouser.
Deux mariages se font simultanément : celui de Moïse et de Séphora en pays nomade ; et celui de Ramsès et de Néfertari en Égypte.
Moïse, devenu berger, fait paître son troupeau sur le mont Horeb. Tout à coup, alors qu’il observe un buisson ardent — qui s’enflamme mais ne brûle pas —, une voix se fait entendre : la voix de Dieu, qui lui ordonne de libérer les Hébreux de leurs conditions d’esclaves, de les faire sortir d’Égypte et de les conduire vers une autre terre plus à l’est. Moïse ne peut se soustraire à la volonté de Dieu et part donc pour l’exécuter.
Ramsès règne en tyran sanguinaire, mais est aussitôt confronté à Moïse. Le peuple qui aime Moïse le soutient, mais Ramsès possède une armée puissante. Moïse met Ramsès en garde et lui ordonne d’offrir la liberté définitive à son peuple – sauf que Ramsès n’en a cure et défie Moïse qui le menace. Commence alors une lutte entre les deux hommes, entre le pouvoir de Dieu et celui des puissances égyptiennes.
Moïse annonce à Ramsès que dix plaies s’abattront sur le royaume égyptien. La dernière est la plus terrible : la mort des premiers nés Égyptiens, dont le fils de Ramsès et de Néfertari. Vaincu et désespéré, Ramsès offre la liberté aux Hébreux et les laisse sortir d’Égypte, sous la garde de Moïse.
Les Hébreux sont libérés, grâce à leur Dieu salvateur, de leurs conditions d’esclaves. Yokébed, Bithia, Myriam et Aaron – le frère de Moïse – l’accompagnent, ainsi que Josué – que Moïse aime comme un fils. Sauf qu’il reste des obstacles à franchir : devant la mer Rouge, Moïse prie Dieu pour leur permettre de traverser. Le miracle se produit : Moïse, à l’aide de son bâton, écarte les eaux. Les soldats égyptiens, qui ont reçu l’ordre d’assassiner Moïse et de ramener les Hébreux en Égypte, les poursuivent, mais les eaux se referment sur eux – ainsi, les Égyptiens sont de nouveau arrêtés par la main de Dieu. Les Hébreux louent Dieu pour les avoir libérés définitivement des griffes de l’esclavage et de la cruauté de Pharaon, et promettent de lui dévouer en retour leur entière obéissance.
Moïse se rend au sommet du mont Sinaï, où Dieu lui parle à nouveau. Transfiguré, Moïse apporte les deux tables de la Loi des Dix Commandements. Mais lorsqu’il descend de la montagne, il aperçoit que ses frères ont adopté l’ancien culte égyptien, à travers un veau d’or. Moïse les ramène à la raison et leur cite les Dix Commandements.

## Résumé

### Acte 1
1. Séthi (le pharaon) ordonne le massacre des nouveau-nés Hébreux.
2. Yokébed abandonne son nouveau-né dans une corbeille qu'elle dépose sur le fleuve dans l'espoir de le sauver du massacre.
3. Bithia, sœur de Pharaon, recueille le berceau.
4. Séthi accepte que Bithia garde Moïse, qui sera élevé avec Ramsès, son propre fils.
5. Dès années plus tard, Néfertari est déchirée entre Moïse et Ramsès.
6. Séthi gravement malade désigne Ramsès comme son successeur.
7. La gestion des travaux est confiée à Moïse.
8. La souffrance des Hébreux réduits en esclavage.
9. Moïse témoin de la souffrance des Hébreux.
10. Moïse s'interpose entre un Hébreu maltraité et un Égyptien.
11. La mort de l'Égyptien et la prière.
12. Moïse est condamné par Pharaon qui le chasse, malgré les protestations et les suppliques de Bithia, Néfertari et Ramsès.
13. Yokébed, Bithia, Nefertari et Myriam pleurent Moïse.
14. Séthi meurt et Ramsès devient Pharaon.
15. Moïse rencontre les filles de Jéthro.
16. Le mariage de Moïse avec Séphora, l'une des filles de Jéthro.

### Acte 2
1. Moïse rencontre Ramsès et lui ordonne de libérer son peuple.
2. Les deux ''frères'' s'affrontent.
3. Les 10 plaies annoncées par Moïse à Ramsès s'abattent sur l'Égypte.
4. Le fils de Pharaon meurt. Affligé, ce dernier laisse partir Moïse.
5. Le peuple Hébreu libéré quitte l'Égypte.
6. Moïse avec l'aide de Dieu ouvre les eaux de la Mer Rouge qui se replient sur les Égyptiens.
7. La lamentation de Ramsès et de Moïse, frères à tout jamais séparés.
8. Moïse entreprend l'ascension du mont Horeb pour rendre compte à Dieu.
9. Se sentant abandonnés par Dieu en l'absence de Moïse, les Hébreux adorent le veau d'or.
10. Moïse revient et apporte les tables de pierres où sont gravés les 10 Commandements de Dieu.

## Chansons et intermèdes

### Acte I
1. Les prières du monde (Introduction)
2. Le massacre (instrumental)
3. Je laisse à l'abandon
4. Il s'appellera Moïse
5. Séthi et son Empire (instrumental)
6. Le dilemme
7. Désaccord (instrumental)
8. À chacun son rêve
9. Le peuple Juif (instrumental)
10. La peine maximum
11. En cadence (instrumental)
12. Je n'avais jamais prié
13. Le procès (instrumental)
14. Sans lui
15. Oh Moïse
16. La rencontre (instrumental)
17. Il est celui que je voulais

### Acte II
1. Celui qui va
2. Mais tu t’en vas
3. C’est ma volonté
4. Laisse mon peuple s’en aller
5. À chacun son glaive
6. Les dix plaies (instrumental)
7. L’inacceptable
8. L.I.B.R.E
9. Devant la mer
10. Mon frère
11. Une raison d’espérer
12. Le veau d’or (instrumental)
13. Les dix commandements
14. L'Envie d'aimer
15. Final

## Fiche technique
- Mise en scène : Élie Chouraqui
- Musique : Pascal Obispo
- Textes : Lionel Florence et Patrice Guirao
- Chorégraphie : Kamel Ouali
- Décor : Giantito Burchiellaro
- Costumes : Sonia Rykiel
- Label de production : 7 ART
- Producteurs : Élie Chouraqui, Dove Attia et Albert Cohen
- Directeur de casting : Bruno Berberes
- Direction vocale Richard Cross assisté de François Valade
- Chefs machinistes : Bruno Mathiez et Ali Chebbi

## Interprètes principaux
- Pedro Alves (pl) : Aaron
- Lisbet Guldbaek (pl) : Bithia
- Daniel Lévi : Moïse
- Ginie Line : Nefertari
- Ahmed Mouici : Ramsès
- Nourith : Sephora
- Pablo Villafranca : Josué
- Anne Warin : Yokébed
- Yaël Naim : Myriam

### Comédien
- Jocelyn Durvel : Séthi

### Doublures (Alternant)
- Sarah Bromberg : Myriam et Sephora
- Joshaï : Moïse
- Anath Benais : Nefertari
- Patrice Carmona et Merwan Rim : Ramsés
- Emmanuel Dahl : Josué, Aaron
- Delphine Elbe : Bithia, Yochébed

## Les produits
Plusieurs albums ont été publiés en 2001 et 2002

### DVD de la comédie musicale
Filmé le 1er mars 2001 à la Halle Tony-Garnier à Lyon.
1. Les prières du monde - 2 min 47 s
Compositeur : Pascal Obispo
2. Le massacre des nouveau-nés - 1 min 51 s
Compositeur : Pascal Obispo
3. Je laisse à l'abandon - 4 min 13 s
Interprète vocal : Anne Warin / Lisbeth Guldbaek
Auteur : Lionel Florence / Patrice Guirao
Compositeur : Pascal Obispo
4. Il s'appellera Moïse - 2 min 40 s
Interprète vocal : Lisbeth Guldbaek
Auteur : Lionel Florence / Patrice Guirao
Compositeur : Pascal Obispo
5. Sethi et son empire - 1 min 35 s
Compositeur : Pascal Obispo
6. Le dilemme - 4 min 01 s
Interprète vocal : Ginie Line / Daniel Lévi / Ahmed Mouici
Auteur : Lionel Florence / Patrice Guirao
Compositeur : Pascal Obispo
7. Le désaccord - 56 s
Compositeur : Pascal Obispo
8. A chacun son rêve - 3 min 43 s
Interprète vocal : Daniel Lévi / Ahmed Mouici
Auteur : Lionel Florence / Patrice Guirao
Compositeur : Pierre Jaconelli / Pascal Obispo
9. Le peuple hebreu - 1 min 01 s
Compositeur : Pascal Obispo
10. La peine maximum - 4 min 43 s
Interprète vocal : Pablo Villafranca / Pedro Alves
Auteur : Pascal Obispo / Patrice Guirao / Lionel Florence
Compositeur : Pascal Obispo
11. En cadence - 46 s
Compositeur : Pascal Obispo
12. Je n'avais jamais prié - 2 min 52 s
Interprète vocal : Daniel Lévi / Pablo Villafranca
Auteur : Pascal Obispo / Lionel Florence / Patrice Guirao
Compositeur : Calogero
13. Le procès - 1 min 25 s
Compositeur : Pascal Obispo
14. Sans lui - 4 min 09 s
Interprète vocal : Ginie Line / Ahmed Mouici
Auteur : Lionel Florence / Patrice Guirao
Compositeur : Pascal Obispo
15. Oh Moïse - 5 min 34 s
Interprète vocal : Anne Warin / Pedro Alves / Yaël Naim / Lisbeth Guldbaek
Auteur : Lionel Florence / Patrice Guirao
Compositeur : Pascal Obispo
16. La rencontre - 41 s
Compositeur : Pascal Obispo
17. Il est celui que je voulais - 5 min 45 s
Interprète vocal : Nourith
Auteur : Lionel Florence / Patrice Guirao
Compositeur : Pascal Obispo
18. Celui qui va - 5 min 42 s
Interprète vocal : Daniel Lévi
Auteur : Lionel Florence / Patrice Guirao
Compositeur : Pascal Obispo
19. Mais tu t'en vas - 5 min 26 s
Interprète vocal : Nourith / Ginie Line / Yaël Naim / Lisbeth Guldbaek
Auteur : Lionel Florence / Patrice Guirao
Compositeur : Pascal Obispo
20. C'est ma volonté - 1 min 42 s
Interprète vocal : Ahmed Mouici / Yaël Naim
Auteur : Lionel Florence / Patrice Guirao
Compositeur : Pascal Obispo
21. Laisse mon peuple s'en aller - 4 min 20 s
Interprète vocal : Anne Warin / Daniel Lévi
Auteur : Lionel Florence / Patrice Guirao
Compositeur : Pascal Obispo
22. A chacun son glaive - 4 min 15 s
Interprète vocal : Daniel Lévi / Ahmed Mouici
Auteur : Lionel Florence / Patrice Guirao
Compositeur : Pascal Obispo
23. Les dix plaies - 3 min 00 s
Compositeur : Ian Inverd
24. L'inacceptable - 3 min 42 s
Interprète vocal : Ginie Line
Auteur : Lionel Florence / Patrice Guirao
Compositeur : Pascal Obispo
25. Libre - 5 min 02 s
Interprète vocal : Yaël Naim
Auteur : Lionel Florence / Patrice Guirao
Compositeur : Pascal Obispo
26. Devant la mer - 4 min 22 s
Interprète vocal : Pedro Alves
Auteur : Lionel Florence / Patrice Guirao
Compositeur : Pascal Obispo
27. Mon frère - 6 min 08 s
Interprète vocal : Daniel Lévi / Ahmed Mouici
Auteur : Lionel Florence / Patrice Guirao
Compositeur : Pascal Obispo
28. Une raison d'espérer - 4 min 08 s
Interprète vocal : Nourith
Auteur : Lionel Florence / Patrice Guirao
Compositeur : Calogero
29. Le veau d'or - 2 min 04 s
Compositeur : Pierre Jaconelli / Laurent Vernerey / Christophe Deschamps
30. Les dix commandements - 6 min 48 s
Interprète vocal : Daniel Lévi
Auteur : Lionel Florence / Patrice Guirao
Compositeur : Pascal Obispo
31. L'Envie d'aimer + final - 13 min 45 s
Interprète vocal : Daniel Lévi / La Troupe Des Dix Commandements
Auteur : Lionel Florence / Patrice Guirao
Compositeur : Pascal Obispo

## Bonus
1. Making of et les coulisses de la préparation du spectacle - 10 min
2. Casting des 10 commandements présentation des interprètes - 2 min 35 s
3. L'envie d'aimer - 5 min 10 s
Interprète vocal : Daniel Lévi / La Troupe Des Dix Commandements
Auteur : Lionel Florence / Patrice Guirao
Compositeur : Pascal Obispo
4. La peine maximum - 4 min 15 s
Interprète vocal : Pablo Villafranca / Ginie Line / Ahmed Mouici / Daniel Lévi
Auteur : Pascal Obispo / Lionel Florence / Patrice Guirao
Compositeur : Pascal Obispo
5. Mon frère - 4 min 55 s
Interprète vocal : Daniel Lévi / Ahmed Mouici
Auteur/Compositeur : Pascal Obispo / Lionel Florence / Patrice Guirao
6. Le dilemme - 3 min 35 s
Interprète vocal : Ginie Line / Daniel Lévi / Ahmed Mouici
Auteur : Lionel Florence / Patrice Guirao
Compositeur : Pascal Obispo

### CD Double album «L'intégral» (18 avril 2001)
Disque 1
1. Je Laisse à L'abandon
2. Il S'appellera Moïse
3. Le Dilemme
4. À Chacun Son Rêve
5. La Peine Maximum
6. Je N'avais Jamais Prié
7. Sans Lui
8. Oh Moïse
9. Il Est Celui Que Je Voulais

Disque 2
1. Celui Qui Va
2. Mais Tu T'en Vas
3. C'est Ma Volonté
4. Laisse Mon Peuple S'en Aller
5. À Chacun Son Glaive
6. L'inacceptable
7. L.i.b.r.e.
8. Devant La Mer
9. Mon Frère
10. Une Raison D'espérer
11. Les dix commandements
12. L'envie d'aimer

### CD simple album
1. Je laisse à l'abandon
2. Il s'appellera Moïse
3. Le dilemme
4. À chacun son rêve
5. La peine maximum
6. Oh Moïse
7. Il est celui que je voulais
8. Mais tu t'en vas
9. Laisse mon peuple s'en aller
10. L-I-B-R-E
11. Devant La Mer
12. Mon frère
13. Les dix commandements
14. L'envie d'aimer

### Livre chez Albin Michel
Alain Mamou-Mani, Monseigneur Thomas, Dalil Boubakeur, Rabin Joseph Sitruk Les dix commandements chez Albin Michel.

## Le Groupe
- Batterie : Christophe Deschamps
- Basse : Laurent Vernerey
- Programmations & Claviers : Ian Inverd & Christophe Voisin
- Guitares : Pierre Jaconelli
- Percussions : Denis Benarrosch
- Piano : Jean-Yves D'Angelo
- Arrangements & Directions Cordes : Nick Ingman (2,3,7,10,13 & 14), David Sinclair Whitaker (1,6,8 & 12) & Olivier Schultheis (5,9 & 11)
- Orchestre : Les Archets de Paris et de France

### CD single
- L'Envie d'aimer, interprété par Daniel Lévi
- La peine maximum, interprété par Pablo Villafranca
- Le Dilemme, interprété par Ginie Line
- Mon frère, interprété par Daniel Lévi et Ahmed Mouici
- L.I.B.R.E., interprété par Yael Naïm

## Accueil
Le spectacle musical sort simultanément avec trois autres créations (Da Vinci, Les Ailes de la lumière, Les Mille et Une Vies d'Ali Baba et Roméo et Juliette), après le grand succès de Notre-Dame de Paris les 2 années précédentes.
En juillet 2000, les chiffres de vente d'albums atteignent 700 000 exemplaires, les autres comédies musicales de l'époque Les Mille et Une Vies d'Ali Baba et Roméo et Juliette affichent respectivement 200 000 et 500 000 albums vendus. Le succès reste minoré à côté de Notre-Dame de Paris et ses 3 millions d'albums vendus.
Le spectacle a réuni 1,8 million de spectateurs et a été joué à l'international pendant 7 ans.

## 2004:The Ten Commandments: The Musical
La comédie musicale est adaptée en anglais par Patrick Leonard et Maribeth Derry en 2004. La mise en scène est dirigée par Robert Iscove, la chorégraphie est signée par Travis Payne et les costumes sont créés par Max Azria.
Elle fait ses débuts au Kodak Theatre, à Hollywood, le 21 septembre 2004. Une captation DVD est réalisée en 2006 par Robert Iscove et est sortie en France en 2009.

### Distribution
- Val Kilmer : Moses
- Kevin Earley : Ramses
- Aharon Ipalé : Seti
- Michelle Pereira : Jochebed
- Alisan Porter : Miriam
- Luba Mason : Bithia
- Nicholas Rodriguez : Aaron
- Lauren Kennedy : Nefertari
- Adam Lambert : Joshua
- Nita Whitaker : Zipporah

### Réception
Si la performance de Val Kilmer est unanimement saluée, les critiques s'insurgent du prix astronomique des billets et d'un livret jugé incohérent.
Parmi les retours les plus virulents, Charles Isherwood (New York Times) évoque un « gros et gras gâchis biblique » ; il trouve le spectacle « fade, statique, surproduit et sous-dirigé ». Terri Roberts (TheaterMania) souligne un « échec aux proportions presque bibliques ».
À la suite de ventes décevantes, le spectacle baisse le rideau le 14 novembre 2004.

## 2016:La plus belle histoire de tous les temps
Élie Chouraqui remet en scène le spectacle avec la chorégraphie de Kamel Ouali et avec une nouvelle distribution du 17 au 20 novembre 2016 à l'AccorHotels Arena de Paris. Le spectacle part ensuite en tournée à partir de janvier 2017 pour 60 représentations.
Le 28 octobre 2016 sort un album de 10 titres.

### Distribution
- Joshaï – Micky Gabay (doublure) : Moïse
- Merwan Rim : Ramsès
- Micky Gabay : Aaron
- Pablo Villafranca : Josué
- Cylia – Safi (doublure) : Sephora
- Lisbet Guldbaek : Bithia
- Vanina Pietri – Candice Parise : Nefertari
- Charlotte Berry – Solen Shawen (doublure) : Myriam
- Anne Warin : Yokebed
- Jocelyn Durvel : Sethi

## 2022:The Ten Commandments: The Musical(revival Off-Broadway)
Un revival de la comédie musicale anglophone est annoncé en 2022, cette fois en Off-Broadway.
L'adaptation revient à David Serero, lequel occupe en outre les postes de producteur et metteur en scène. Il campe également Moïse. Pour promouvoir sa vision du spectacle, Serero présente deux titres : The Maximum Pain (La Peine Maximum), et I Choose To Abandon (Je laisse à l'abandon).

### Distribution
- David Serero : Moses
- DaShaun Williams : Ramses
- Aria Critchley : Nefertari
- Stephanie Craven : Sephora
- Melissa Lubars : Jochebed
- Lisa Monde : Bithia
- Cale Rausch : Joshua
- Zachary Harris Martin : Aaron
- Kristyn Vario : Myriam

### Réception
La production reçoit 4 nominations aux BroadwayWorld Awards pour Meilleure Comédie Musicale, et David Serero est nommé pour Meilleure Mise-en-Scène, Meilleure Production et Meilleure Performance,.

## 2024:Les 10 Commandements: L'envie d'aimer
Fin 2023, il est annoncé que la comédie musicale serait de retour dans une mouture inédite, sous la direction du compositeur Pascal Obispo, du producteur Albert Cohen ainsi que des paroliers Lionel Florence et Patrice Guirao. Il est mis en scène et chorégraphié par Giuliano Peparini. Les titres originaux sont réarrangés par Obispo et Julien Schultheis.
Obispo affirme avoir « dépoussiéré » l'œuvre originale et ajouté des titres inédits.
La première représentation a lieu le 9 mars 2024 au Millésium, à Épernay. Le spectacle est annoncé par la suite pour un mois à Paris où il prendra ses quartiers à la Seine Musicale du 5 au 27 juin 2024. La dernière devait avoir lieu le samedi 4 janvier 2025, à l'Arkéa Arena de Bordeaux[réf. souhaitée], mais le spectacle sera finalement prolongé à la Seine Musicale du 11 janvier au 2 février 2025.

### Procès
À l'annonce de cette reprise, Élie Chouraqui porte plainte contre l'équipe, estimant qu'il s'agit de « contrefaçon de droits d'auteur, contrefaçon de marque, parasitisme et concurrence déloyale ». À la suite de cette plainte, Obispo nuance les propos de Chouraqui : « Ce n'est pas un retour de la comédie musicale. On ne refait pas la même chose, mais une autre version avec un nouveau chorégraphe, un nouveau metteur en scène, une nouvelle troupe ».
La justice tranche en faveur du compositeur en janvier 2024 : Chouraqui doit payer 10 000 euros à la société de production d'Obispo pour « dommages et intérêts en réparation des actes de dénigrement » et 30 000 euros de frais de procédure à Cohen, Guirao et Florence.
Ce bras de fer juridique pourrait se poursuivre, Charles Morel, l'avocat de Chouraqui, estimant que « la décision rendue par le tribunal est incomplète, incohérente et incompréhensible ».

### Distribution[21]
- Benjamin Bocconi : Moïse
- David Lempell : Ramsès
- Julien Arcuri : Aaron
- Tony Bredelet : Josué
- Margaryta Buisan : Sephora
- Awa Sy : Bithia
- Leelou Garms : Nefertari
- Sharon Laloum : Myriam
- Sarah Koper : Yokebed